# Helmuth Weidling
subst:
Helmuth Otto Ludwig Weidling (Halberstadt, Alemania,  el 2 de noviembre de 1891 - Vladímir, Unión Soviética, el 17 de noviembre de 1955) fue el comandante alemán que dirigió la defensa de Berlín durante la última etapa de la ofensiva soviética sobre Alemania durante la Segunda Guerra Mundial.

## Biografía
Desde noviembre de 1938 Weidling se desempeñó como Coronel del 56.º Regimiento de Artillería y participó en la Invasión de Polonia en 1939.
En abril de 1940 fue designado al puesto de comandante de artillería del 40 Cuerpo Panzer, participando en la Batalla de Francia y las primeras etapas de la Operación Barbarroja en la Unión Soviética.
El 1 de enero de 1942 Helmuth Weidling fue designado Comandante de la 86.ª División de Infantería y un mes después se convirtió en Mayor General. El 1 de enero de 1943 fue promovido a Teniente General. El 20 de octubre del mismo año fue designado General del XLI Cuerpo Panzer, y dos meses después fue promovido a General de Artillería.
El 10 de abril de 1945 Weidling fue relevado y asignado a la Reserva, dos días después fue asignado Comandante del LVI Panzerkorps, para aquel entonces ya había empezado la Batalla de Berlín. El 22 de abril fue condenado a muerte por fusilamiento, debido a una información errónea que había recibido Adolf Hitler, referente a su supuesta huida del frente sin embargo Weidling salvó la vida presentándose directamente en el búnker de Hitler con su informe. Hitler quedó impresionado con el informe de Weidling y lo designó Comandante de la defensa de Berlín.
Weidling comentó que hubiera preferido haber sido fusilado que tener que cargar con ese honor. Ya no quedaban hombres en edad de ser soldados, por lo que la defensa de Berlín fue realizada por adultos mayores de 50 años y las juventudes hitlerianas, jóvenes de entre 14 y 18 años, que defenderían a su ciudad del avance del ejército rojo, con la inexperiencia que a esa edad se tiene.
A pesar de haber recibido la orden de no rendirse y luchar hasta el último hombre, Weidling rindió la ciudad el 2 de mayo de 1945, dos días después del suicidio de Hitler.
Murió en 1955 prisionero de los soviéticos. Fue uno de los pocos que obtuvieron la Cruz de Caballero con Hojas de Roble y Espadas.
| Predecesor: Josef Harpe        | Comandante del XXXXI Cuerpo de Ejército 15 de octubre de 1943 - 19 de junio de 1944 | Sucesor: Edmund Hoffmeister   |
| Predecesor: Edmund Hoffmeister | Comandante del XXXXI Cuerpo de Ejército 1 de julio de 1944 - 10 de abril de 1945    | Sucesor: Wend von Wietersheim |
| Predecesor: Rudolf Koch-Erpach | Comandante del LVI Cuerpo Panzer 10 de abril - 2 de mayo de 1945                    | Sucesor: Ninguno              |
| Predecesor: Erich Bärenfänger  | Comandante de la Defensa de Berlín 22 de abril - 2 de mayo de 1945                  | Sucesor: Derrota alemana      |

- Datos: Q57271
- Multimedia: Helmuth Weidling / Q57271